# Ілмин Двор
Ілмин Двор (хорв. Ilmin Dvor) — населений пункт у Хорватії, у Вировитицько-Подравській жупанії у складі громади Чаджавиця.

## Населення
Населення за даними перепису 2011 року становило 53 осіб.
Динаміка чисельності населення поселення:

## Клімат
Середня річна температура становить 11,30 °C, середня максимальна – 25,82 °C, а середня мінімальна – -5,86 °C. Середня річна кількість опадів – 690 мм.
| Клімат поселення                              | Клімат поселення | Клімат поселення | Клімат поселення | Клімат поселення | Клімат поселення | Клімат поселення | Клімат поселення | Клімат поселення | Клімат поселення | Клімат поселення | Клімат поселення | Клімат поселення | Клімат поселення |
| Показник                                      | Січ.             | Лют.             | Бер.             | Квіт.            | Трав.            | Черв.            | Лип.             | Серп.            | Вер.             | Жовт.            | Лист.            | Груд.            |                  |
| Середній максимум, °C                         | 5,95             | 8,12             | 12,62            | 17,34            | 22,74            | 25,82            | 25,30            | 24,74            | 20,33            | 15,03            | 9,28             | 5,13             |                  |
| Середня температура, °C                       | 0,01             | 2,20             | 6,74             | 11,44            | 16,85            | 19,93            | 21,75            | 21,19            | 16,80            | 11,49            | 5,70             | 1,60             |                  |
| Середній мінімум, °C                          | −5,86            | −3,68            | 0,82             | 5,54             | 10,95            | 14,04            | 18,17            | 17,61            | 13,20            | 7,90             | 2,15             | −2               |                  |
| Норма опадів, мм                              | 41               | 37               | 41               | 54               | 66               | 87               | 64               | 66               | 56               | 58               | 67               | 53               |                  |
| Середньомісячна швидкість вітру, м/с          | 2.30             | 2.50             | 2.80             | 2.70             | 2.40             | 2.20             | 2.20             | 2.00             | 2.00             | 2.00             | 2.20             | 2.30             |                  |
| Середньомісячна сонячна радіація, кДж/м²·день | 4106             | 6842             | 10766            | 15296            | 19404            | 21470            | 22350            | 19973            | 14743            | 9115             | 4650             | 3414             |                  |
| --------------------------------------------- | ---------------- | ---------------- | ---------------- | ---------------- | ---------------- | ---------------- | ---------------- | ---------------- | ---------------- | ---------------- | ---------------- | ---------------- | ---------------- |
| Джерело:                                      |                  |                  |                  |                  |                  |                  |                  |                  |                  |                  |                  |                  |                  |